# Cova de Santa Inés
Cova de Santa Inés (katalanisch: Santa Agnés) ist eine unterirdische Kapelle, die sich in einer natürlichen Höhle  auf der spanischen Insel Ibiza befindet. 
Der Eingang zur Kapelle liegt in der Nähe von Sa Talaia de Sant Antoni, neben der Straße nach Santa Agnès de Corona, in der Gemeinde von Sant Antoni de Portmany. In verschiedenen Dokumenten aus dem vierzehnten Jahrhundert wird die Kapelle erwähnt. In der zweiten Hälfte des neunzehnten Jahrhunderts beschreibt Luis Salvador von Österreich die Höhle in seinen Schriften als einen großen Raum mit einem Wasserbrunnen, in dem religiöse Zeremonien abgehalten wurden.
Am 24. April 1964 wurde die Kapelle unter Denkmalschutz gestellt und in die  Liste Bien de Interés Cultural Monumento histórico Código: RI-51-0001609 aufgenommen. Die Kapelle wurde 1981 restauriert. 